# 2000-es fedett pályás atlétikai Európa-bajnokság
A 2000-es fedett pályás atlétikai Európa-bajnokságot Gentben, Belgiumban rendezték február 25. és február 27. között. Ez volt a 26. fedett pályás Eb. A férfiaknál és a nőknél is 14–14 versenyszám volt. Korányi Balázs és a 4 × 400 méteres férfi váltó bronzérmet szerzett.

## A magyar sportolók eredményei
Magyarország az Európa-bajnokságon 21 sportolóval képviseltette magát.
Érmesek
| Érem  | Versenyző                                              | Versenyszám | Dátum       |
| ----- | ------------------------------------------------------ | ----------- | ----------- |
| Bronz | Korányi Balázs                                         | 800 m       | február 27. |
| Bronz | Nyilasi Péter Kilvinger Attila Dombi Zétény Bédi Tibor | 4 × 400 m   | február 27. |

## Éremtáblázat
(A táblázatban Magyarország és a rendező nemzet eltérő háttérszínnel kiemelve.)
| Helyezés | Nemzet                | Arany | Ezüst | Bronz | Összesen |
| 1.       | Oroszország           | 5     | 4     | 4     | 13       |
| 2.       | Csehország            | 3     | 2     | 1     | 6        |
| 3.       | Németország           | 2     | 5     | 1     | 8        |
| 4.       | Bulgária              | 2     | 2     | 2     | 6        |
| 5.       | Románia               | 2     | 2     | 1     | 5        |
| 6.       | Franciaország         | 2     | 1     | 2     | 5        |
| 7.       | Nagy-Britannia        | 2     | 1     | 2     | 5        |
| 8.       | Svédország            | 2     | 1     | 0     | 3        |
| 9.       | Spanyolország         | 1     | 2     | 1     | 4        |
| 10.      | Görögország           | 1     | 1     | 1     | 3        |
| 11.      | Írország              | 1     | 1     | 0     | 2        |
| 12.      | Lettország            | 1     | 0     | 0     | 1        |
| 13.      | Izrael                | 1     | 0     | 0     | 1        |
| 14.      | Ausztria              | 1     | 0     | 0     | 1        |
| 15.      | Finnország            | 1     | 0     | 0     | 1        |
| 16.      | Lengyelország         | 0     | 1     | 2     | 3        |
| 17.      | Olaszország           | 0     | 1     | 1     | 2        |
| 18.      | Belgium               | 0     | 1     | 1     | 2        |
| 19.      | Portugália            | 0     | 1     | 0     | 1        |
| 20.      | Szlovénia             | 0     | 1     | 0     | 1        |
| 21.      | Magyarország          | 0     | 0     | 2     | 2        |
| 22.      | Ukrajna               | 0     | 0     | 2     | 2        |
| 23.      | Észtország            | 0     | 0     | 1     | 1        |
| 24.      | Hollandia             | 0     | 0     | 1     | 1        |
| 25.      | Szerbia és Montenegró | 0     | 0     | 1     | 1        |

## Érmesek
- WR – világrekord
- CR – Európa-bajnoki rekord
- AR – kontinens rekord
- NR – országos rekord
- PB – egyéni rekord
- WL – az adott évben aktuálisan a világ legjobb eredménye
- SB – az adott évben aktuálisan az egyéni legjobb eredmény

### Férfi
| Versenyszám     | Arany                                                                    | Arany      | Ezüst                                                            | Ezüst      | Bronz                                                                       | Bronz      |
| --------------- | ------------------------------------------------------------------------ | ---------- | ---------------------------------------------------------------- | ---------- | --------------------------------------------------------------------------- | ---------- |
| 60 m            | Jason Gardener · Nagy-Britannia                                          | 6,49       | Jeórjiosz Theodorídisz · Görögország                             | 6,51       | Angelosz Pavlakákisz · Görögország                                          | 6,54       |
| 200 m           | Christian Malcolm · Nagy-Britannia                                       | 20,54      | Patrick Stevens · Belgium                                        | 20,70      | Julian Golding · Nagy-Britannia                                             | 21,05      |
| 400 m           | Ilija Dzsivondov · Bulgária                                              | 46,63      | David Canal · Spanyolország                                      | 46,85      | Marc Raquil · Franciaország                                                 | 47,28      |
| 800 m           | Jurij Borzakovszkij · Oroszország                                        | 1:47,92    | Nils Schumann · Németország                                      | 1:48,41    | Korányi Balázs · Magyarország                                               | 1:48,42    |
| 1500 m          | José Antonio Redolat · Spanyolország                                     | 3:40,51    | James Nolan · Írország                                           | 3:41,59    | Mehdi Baala · Franciaország                                                 | 3:42,27    |
| 3000 m          | Mark Carroll · Írország                                                  | 7:49,24    | Rui Silva · Portugália                                           | 7:49,70    | John Mayock · Nagy-Britannia                                                | 7:49,97    |
| 60 m gát        | Staņislavs Olijars · Lettország                                          | 7,50       | Tony Jarrett · Nagy-Britannia                                    | 7,53       | Tomasz Ścigaczewski · Lengyelország                                         | 7,56       |
| 4 × 400 m váltó | Csehország · Jiří Mužík · Jan Poděbradský · Štěpán Tesařík · Karel Bláha | 3:06,10    | Németország · Ingo Schultz · Ruwen Faller · Krause · Lars Figura | 3:06,64    | Magyarország · Nyilasi Péter · Kilvinger Attila · Dombi Zétény · Bédi Tibor | 3:09,35    |
| Magasugrás      | Vjacseszlav Voronyin · Oroszország                                       | 234 cm     | Martin Buss · Németország                                        | 234 cm     | Dragutin Topić · Szerbia és Montenegró                                      | 234 cm     |
| Rúdugrás        | Aleksander Averbukh · Izrael                                             | 575 cm     | Martin Eriksson · Svédország                                     | 570 cm     | Rens Blom · Hollandia                                                       | 560 cm     |
| Távolugrás      | Petar Dacsev · Bulgária                                                  | 826 cm     | Bogdan Tarus · Románia                                           | 820 cm     | Vitalij Skurlatov · Oroszország                                             | 810 cm     |
| Hármasugrás     | Charles Friedek · Németország                                            | 17,28 m    | Rosztiszlav Dimitrov · Bulgária                                  | 17,22 m    | Paolo Camossi · Olaszország                                                 | 17,05 m    |
| Súlylökés       | Timo Aaltonen · Finnország                                               | 20,62 m    | Manuel Martínez · Spanyolország                                  | 20,38 m    | Miroslav Menc · Csehország                                                  | 20,23 m    |
| Hétpróba        | Tomáš Dvořák · Csehország                                                | 6,424 pont | Roman Šebrle · Csehország                                        | 6,271 pont | Erki Nool · Észtország                                                      | 6,200 pont |

### Női
| Versenyszám     | Arany                                                                                      | Arany     | Ezüst                                                                                | Ezüst     | Bronz                                                               | Bronz     |
| --------------- | ------------------------------------------------------------------------------------------ | --------- | ------------------------------------------------------------------------------------ | --------- | ------------------------------------------------------------------- | --------- |
| 60 m            | Ekateríni Thánu · Görögország                                                              | 7,05      | Petya Pendareva · Bulgária                                                           | 7,11      | Irina Puha · Ukrajna                                                | 7,11      |
| 200 m           | Muriel Hurtis · Franciaország                                                              | 23,06     | Alenka Bikar · Szlovénia                                                             | 23,16     | Jekatyerina Lescsova · Oroszország                                  | 23,20     |
| 400 m           | Szvetlana Poszpelova · Oroszország                                                         | 51,66     | Natalja Nazarova · Oroszország                                                       | 51,69     | Helena Fuchsová · Csehország                                        | 52,32     |
| 800 m           | Stephanie Graf · Ausztria                                                                  | 1:59,70   | Natalja Ciganova · Oroszország                                                       | 2:00,17   | Sandra Stals · Belgium                                              | 2:01,34   |
| 1500 m          | Violeta Szekely · Románia                                                                  | 4:12,82   | Olga Kuznyecova · Oroszország                                                        | 4:13,45   | Julija Koszenkova · Oroszország                                     | 4:13,60   |
| 3000 m          | Szabó Gabriella · Románia                                                                  | 8:42,06   | Lidia Chojecka · Lengyelország                                                       | 8:42,42   | Marta Domínguez · Spanyolország                                     | 8:44,08   |
| 60 m gát        | Linda Ferga · Franciaország                                                                | 7,88      | Patricia Girard · Franciaország                                                      | 7,98      | Olena Kraszovszka · Ukrajna                                         | 8,03      |
| 4 × 400 m váltó | Oroszország · Oleszja Zikina · Irina Roszihina · Julija Szotnyikova · Szvetlana Poszpelova | 3:32,53   | Olaszország · Francesca Carbone · Carla Barbarino · Patrizia Spuri · Virna De Angeli | 3:35,01   | Románia · Georgeta Lazar · Anca Safta · Otilia Ruicu · Alina Ripanu | 3:36,28   |
| Magasugrás      | Kajsa Bergqvist · Svédország                                                               | 200 cm    | Zuzana Hlavoňová · Csehország                                                        | 198 cm    | Olga Kaliturina · Oroszország                                       | 196 cm    |
| Rúdugrás        | Pavla Hamáčková-Rybová · Csehország                                                        | 440 cm    | Jelena Beljakova · Oroszország                                                       | 435 cm    | Christine Adams · Németország                                       | 435 cm    |
| Távolugrás      | Erica Johansson · Svédország                                                               | 689 cm    | Heike Drechsler · Németország                                                        | 686 cm    | Iva Prandzseva · Bulgária                                           | 680 cm    |
| Hármasugrás     | Tatyjana Lebedeva · Oroszország                                                            | 14,68 m   | Cristina Nicolau · Románia                                                           | 14,63 m   | Iva Prandzseva · Bulgária                                           | 14,63 m   |
| Súlylökés       | Larisza Pelesenko · Oroszország                                                            | 20,15 m   | Nadine Kleinert · Németország                                                        | 19,23 m   | Astrid Kumbernuss · Németország                                     | 19,12 m   |
| Ötpróba         | Karin Ertl · Németország                                                                   | 4671 pont | Irina Vosztrikova · Oroszország                                                      | 4615 pont | Urszula Włodarczyk · Lengyelország                                  | 4590 pont |